# Фелман, Шошана
Шоша́на Фе́лман (англ. Shoshana Felman, 29 января 1942, Яффа) — американский культуролог.

## Биография и карьера
Защитила диссертацию в Гренобльском университете (1970). Преподавала в Йельском университете (1970-2004). В настоящее время — профессор сравнительного литературоведения в университете Эмори.

## Научные интересы
Психоанализ, проблемы отклонения от нормы, травмы и свидетельства в литературе и искусстве.

## Труды
- Безумие в романистике Стендаля/ La «Folie» dans l’oeuvre romanesque de Stendhal (1971)
- Безумие и литература/ La Folie et la chose litteraire (1978)
- Скандал говорящего тела: Дон Жуан и Джон Остин/ Le Scandale du corps parlant. Don Juan avec Austin, ou la Seduction en deux langues (1980)
- Литература и психоанализ/ Literature and Psychoanalysis: The Question of Reading-Otherwise (1982, составитель и редактор)
- Жак Лакан и озарение/ Jacques Lacan and the Adventure of Insight: Psychoanalysis in Contemporary Culture (1987)
- Показания очевидцев: кризис свидетельства в литературе, психоанализе и истории/ Testimony: Crises of Witnessing in Literature, Psychoanalysis and History (1992, в соавторстве с Дори Лауб)
- Чего хочет женщина? Чтение и различие полов/ What Does a Woman Want? Reading and Sexual Difference (1993)
- Суд над бессознательным: суды и травмы в XX веке/ The Juridical Unconscious: Trials and Traumas in the Twentieth Century (2002)
- Словесность и безумие в литературе, философии, психоанализе/ Writing and Madness: Literature/ Philosophy /Psychoanalysis (2003)
- Антология текстов Шошаны Фелман/ The Claims of Literature: A Shoshana Felman Reader (2007)

## Публикации на русском языке
- Слепота закона и её формы, или Свидетельства невидимого// Травма: Пункты. Сборник статей под ред. С.Ушакина и Е. Трубиной. М.: Новое литературное обозрение, 2009

## Признание
Офицер Ордена академических пальм (1982). Работы Фелман переведены на многие языки мира, включая иврит, китайский и японский.